# Mirjan Hakani
Mirjan Hakani (ur. 18 kwietnia 1961, zm. 5 grudnia 2015) – albański sztangista i działacz sportowy.

## Życiorys
W 1971 roku rozpoczął karierę sportową, zdobył tytuł mistrza juniorów; w ciągu 17 lat ustanowił 164 rekordy Albanii, zdobył także 8 złotych medali na międzynarodowych oraz dwa złote medale na krajowych mistrzostwach. Zyskał popularność w latach 80. dzięki pojedynkom z innym sztangistą Aleksandrem Kondo.
W 1983 roku ukończył studia na Instytucie Kultury Fizycznej im. Vojo Kushiego w Tiranie. Przez dwa lata pracował jako wykładowca na tejże uczelni, a przez następne 10 nauczał wychowania fizycznego w szkole im. Mihala Grameno; w 1991 roku rozpoczął także pracę w liceum im. Ismaila Qemalego, gdzie z jego inicjatywy powstał pierwszy w Albanii kompleks sportowy złożony z siłowni, sali do aerobiku, stołu ping-pongowego i gabinetu fizjoterapii. Na zewnątrz szkoły wybudowano także korty do siatkówki, koszykówki, piłki nożnej, tenisa ziemnego oraz zainstalowano oświetlenie kortów zewnętrznych.
Rozpoczął w 1993 roku pracę dyrektora sportowego w okręgu Tirana, w tym czasie utworzono pierwszą w klubie Partizani Tirana siłownię do podnoszenia ciężarów, przebudowano także stadiony im. Selmana Stërmasiego oraz Qemala Stafy.
W 2009 roku mianowano go dyrektorem wykonawczym klubu Partizani Tirana. W ostatnich latach życia zmagał się z chorobą serca, zmarł dnia 5 grudnia 2015 roku.

## Tytuły
W 1983 roku został uhonorowany tytułem Mistrza Sportu (Mjeshtër Sporti), a w 1990 roku został Zasłużonym Mistrzem Sportu (Mjeshtër i Merituar i Sportit). Za swoją działalność na polu oświaty uhonorowano go tytułem Zasłużonego Nauczyciela (Mësues i Merituar).
W 2006 roku prezydent Albanii Alfred Moisiu nadał Mirjanowi Hakaniemu tytuł Wielkiego Mistrza (Mjeshtër i madh).

## Życie prywatne
Syn reżysera Hysena. Miał żonę Linę.